# Филипопол
Филипопол е едно от древните имена на днешния Пловдив, което е било най-разпространено през вековете. Филипопол е град с история на осем хиляди години. Територията на града е обитавана от момента на възникване на първите поселения през VI хилядолетие пр.н.е., въпреки множеството метаморфози, разраствания и свивания, което го прави един от най-древните постоянно населени градове в Европа.

## Възникване и история
Според изследвания на материалите от праисторическите селища на територията на днешния Пловдив първото заселване датира от периода VI-IV хилядолетие пр.н.е. Първите укрепления на пловдивския хълм Небет тепе възникват през 3800 – 3600 г. пр.н.е., предвид естествената защита на природните възвишения. Античните автори като споменават, че името на селището на трихълмието е Евмолпия – по името на тракийския митичен герой Евмолп, сподвижник на Орфей. По-късно градът е населяван от племето беси, който утвърждават като център на културните и политически процеси в областта Тракия. През 342 г. пр.н.е. Евмолпия става част от Македонската империя, след като Филип II Македонски го завладява и му дава едно от неговите най-популярни имена – Филипопол. Селището на Трихълмието прераства в развит град, който се разраства в равнината. През 46 г. Филипопол попада в пределите на Римската империя и става главен град (метрополис) на провинция Тракия. Най-значимите запазени археологически паметници в днешен Пловдив са именно от римския период на развитие.

## Градоустройство
Градоустройствената схема на древния Филипопол е разкрита в значителна част при извършването на мащабни археологически проучвания в периода 1965 – 85 г. Съгласно археологическите разкопки в централните части на Пловдив и историческите сведения от антични автори се установява наличието на три основни строителни нива: елинистично, римско и късноримско.

### Елинистична епоха
Планирането и изграждането на древния Филипопол на мястото на Евмолпия започват по амбицията на Филип II. Предполага се, че същинското строителство е започнато по времето на Александър Велики и е продължило при управлението на диадохите, които си разпределят властта върху неговата империя след смъртта му през 323 г. пр.н.е., и след възстановяването на Одриската държава. Някои автори приемат, че първият етап от застрояването на Филипопол приключва около средата I в. пр.н.е.
Археологическите проучвания доказват наличието на Хиподамова градоустройствена система (на името на Хиподам Милетски), използвана при изграждането на антични градове като Милет, Ефес, Александрия, Олинт и др. Филипопол през елинизма е разполагал с взаимноперпендикулярни пресичащи се улици, настлани с камък на чакълесто-пясъчна основа. Някои от тях имали тротоари, бордюри и подходящ наклон за отичане на дъждовните води. Между уличната мрежа са изградени едроразмерни правоъгълни инсули с жилищни сгради и комплекси с обществени сгради допълвани. Изградени са характерните за епохата обществени сгради като театър, стадион, агора, храмове, бани и др. Използвана е мерната система на Атика при стъпка за дължина от 0,2954 м.
Въпреки неспокойната политическа и стопанска обстановка от IV то I в. пр.н.е., градът впечатлява с мащаба на плановото градоустройство и високото техническо и художествено ниво на общественото строителство. Трябва да се отбележи, че планът възприет през елинистичната епоха е бил спазван и развиван през останалите епохи от съществуването на града.

### Римска епоха
Второто строително ниво на Филипопол се отнася за периода след 46 г., когато градът става част от Римската империя и е провъзгласен за столица на провинция Тракия. През този период, по време на който управляват императорите Траян, Адриан и Марк Аврелий, във Филипопол протича цялостно обновление и мащабно строителство, което да отговори на нарастващите градски нужди. Мярката за дължина използвана от римляните е римската стъпка (0,296 м), която почти изцяло съвпада с тази, използвана през елинистичната епоха. Това сходство допринася за спазването на първоначалната градоустройствена концепция без налагането на особени промени.
По време на римската епоха изградената площ на Филипопол в равнината заемала около 50 ха. Тя е включвала около 150 инсули, всяка с ширина от 1 актус (35,52 м) и дължина от 2 актуса (71,04 м). Античната улична мрежа е обновена и разширена, а под нея са изградени водопроводи и улична канализация. Общата ѝ площ достигала 100 000 кв. м. За улична настилка се използват едри плочи от гранит. Ширината на обикновените улици възлизала на 15 римски стъпки (4,4 м), а основните пътни артерии достигали до 30 римски стъпки (8,9 м). Част от значимите обществени сгради от предходната епоха са възстановени, а други като агората, театъра и стадиона са изградени наново. Характерно за градежите през този период е тяхната мащабност и богата и пищна украса, които изразявали величието на римляните.
При управлението на Марк Аврелий е изградена външната фортификационна система на Филипопол поради опасността от нападения на маркомани и костобоки. Отвъд крепостната стена били оставени два-три реда инсули, предвид слабата им застроеност и близостта им до некрополите. Мащабното строителство през римския период изисквало огромно количество строителен материал, поради което един от пловдивските хълмове – Каменица, е разрушен с цел добив на ломен камък.

### Късноримска епоха
Третото строително ниво на Филипопол е свързано с късноримската християнска епоха и възстановяването на града след опустошителните нашествия на готите. Разграбването и обезлюдяването на Филипопол в комбинация със слабостта на Римската империя в този период се отразява върху архитектурния му облик в продължение на десетилетия. Едва в началото на IV в. при управлението на Диоклециан и Константин Велики градът възвръща част от предишния си облик.